# A.S.D. Sanvitese
Associazione Sportiva Dilettantistica Sanvitese là một câu lạc bộ bóng đá Ý đến từ San Vito al Tagventento, Friuli-Venezia Giulia.

## Lịch sử
Câu lạc bộ được thành lập vào năm 1920.
Trong mùa giải 1993-94, câu lạc bộ đã được thăng hạng lên Serie D, nơi nó hiện đang chơi cho năm thứ 19 liên tiếp.

## Màu sắc và huy hiệu
Màu sắc của đội là đỏ và trắng.